# ص
La ṣād (en árabe ﺻﺎﺩ, ṣād [sˤaːd]) es la decimocuarta letra del alfabeto árabe. Representa un sonido silbante, alveolar, predorsal y velarizado, /sˁ/. En la numeración abyad tiene generalmente el valor de 90, aunque en el Magreb suele tener el de 60.

## Transliteración
Debido a que no está presente su sonido en francés, castellano ni inglés, la transliteración arabizi más común de palabras con este sonido suele ser 9. Sobre todo en medios semiformales, debido al parecido entre la forma de la letra (ص) con el número 9. Transliterándose por ejemplo  «Ma9ari», (en árabe مصاري) que significa 'dinero'. En el caso de apellidos ahí existe un gran dilema, un apellido del Levante muy conocido en arabizi «Man9ur», (en árabe منصور), es transcrito en español como "Manzur", en francés como "Mansour" y en inglés como "Mansoor". Pudiendo encontrarse de otras formas igualmente donde la letra ص es reemplazada por una s, que es más una sīn o por una Z que es la transcripción estándar de zaī.